# Dicranodontium
Dicranodontium (deutsch Zweizinkenmoose) ist eine Gattung von Laubmoosen aus der Familie Leucobryaceae.

## Merkmale
Die aufrechten, nahezu unverzweigten Pflanzen bilden dichte Rasen oder Polster. Die Blätter sind aus einer kurzen, verbreiterten Basis in eine lange Pfriemenspitze ausgezogen und besitzen eine breite Rippe, die den Pfriementeil ausfüllt und austritt. Der Rippenquerschnitt zeigt eine Reihe medianer Deuterzellen, beiderseits davon je ein Stereidenband und eine Lage Epidermiszellen. Blattflügelzellen sind deutlich differenziert und aufgeblasen, die übrigen Laminazellen sind rechteckig bis verlängert.
Die Arten sind diözisch. Die Seta ist feucht gebogen, trocken aufrecht, die Sporenkapsel aufrecht, zylindrisch und glatt, die Peristomzähne sind bis auf den Grund gespalten, der Deckel ist kegelig und geschnäbelt. Neben der Vermehrung durch Sporen erfolgt auch eine vegetative Vermehrung durch leicht abfallende Blätter.

## Systematik
Die Gattung Dicranodontium war traditionell Bestandteil der Familie Dicranaceae. Nach der Systematik von Frey/Fischer/Stech wird sie zusammen mit einigen anderen Gattungen von Dicranaceae ausgegliedert und in die Familie Leucobryaceae gestellt.

## Arten
Angaben über die Artenanzahl sind in der Literatur stark abweichend; in Frey/Fischer/Stech werden weltweit 15 Arten angegeben.
In Deutschland, Österreich und der Schweiz sind 3 Arten vertreten:
- Dicranodontium asperulum
- Bruchblattmoos (Dicranodontium denudatum)
- Dicranodontium uncinatum